# Manuel Negrete
Manuel Negrete Arias (Ciudad Altamirano, Guerrero, México, 11 de marzo de 1959) es un exfutbolista, entrenador y político mexicano. Jugaba de centrocampista y su primer equipo fue el Pumas UNAM de la Primera División de México. Estuvo más de veinte años en activo y siempre jugó con el dorsal número 22. Fue alcalde de Coyoacán del 1 de octubre de 2018 al 2 de marzo de 2021, cuando pidió licencia para ser el candidato a la gubernatura de Guerrero por el Partido Fuerza por México.

## Trayectoria deportiva

### Como jugador
Jugó en el equipo Pachuca en segunda división profesional en la temporada 1976-1977 cedido a préstamo por el Cruz Azul, siendo dirigido por el entrenador argentino Victor Renato Ruffo.
Debutó en la Primera División de México el 23 de septiembre de 1979 con el Club Universidad Nacional, en el que estuvo en varias etapas de su carrera y en el que, sin ser delantero, es el segundo goleador mexicano del club UNAM con 101 goles, precedido por Ricardo Ferretti. Cabinho es el máximo anotar de los Pumas con 166 goles.
Se retiró en el año 1996 en el C. F. Atlante, en un partido frente al club que lo vio nacer: Universidad Nacional.
Tras su retiro fue director de deporte en el estado de Guerrero, director general de actividades deportivas y recreativas de la Universidad Nacional Autónoma de México, También fue director del centro de capacitación de la Federación Mexicana de Futbol y vicepresidente del Jaguares de Acapulco, filial del C. F. Atlante.
En 2003 fue entrenador del Atlante en la Liga de Ascenso, salvándolo del descenso. También entreno al Club León terminando en primer lugar de la tabla en la Liga de Ascenso. Su último equipo fue el Petroleros de Salamanca a quien clasificó para disputar por el ascenso pero fueron eliminados por el Club Tijuana.
Se graduó en la maestría en Negocios y Administración en Futbol, que imparte la Federación Mexicana de Futbol. También se dedica a observar talentos en México y en Estados Unidos. El 13 de noviembre de 2012 ingresó en el Salón de la Fama del Futbol, avalado por la FIFA, en la ciudad de Pachuca de Soto.

### Selección nacional
Fue internacional con la selección mexicana, con la que disputó la Copa Mundial de Futbol de 1986 disputada precisamente en México. El equipo llegó a cuartos de final, logrando igualar el mejor registro realizado por México en una Copa Mundial de Futbol, cuando en la de 1970 llegó también a esa ronda.
Negrete es recordado por el gol anotado en el partido de octavos de final entre México y Bulgaria disputado el 15 de junio en el estadio Azteca donde, a pase de Javier Aguirre, realizó una media tijera desde fuera del área que acabó en gol en el minuto 34. Recibió un reconocimiento a los mejores goles del campeonato, colocando una placa conmemorativa en el estadio Azteca. El gol de Manuel Negrete está considerado en el DVD de los 100 años de la FIFA como el quinto gol más hermoso en la historia de los mundiales. México cayó en cuartos frente a Alemania Federal en la tanda de penaltis. Negrete fue el único que anotó su lanzamiento.

### Participaciones en Copas del Mundo
| Mundial                        | Sede   | Resultado        |
| ------------------------------ | ------ | ---------------- |
| Copa Mundial de Futbol de 1986 | México | Cuartos de final |

### Clubes
| Club                   | País     | Año       |
| ---------------------- | -------- | --------- |
| Pumas UNAM             | México   | 1979-1986 |
| Sporting de Lisboa     | Portugal | 1986      |
| Real Sporting de Gijón | España   | 1987      |
| Pumas UNAM             | México   | 1987-1990 |
| C. F. Monterrey        | México   | 1990-1991 |
| Pumas UNAM             | México   | 1991-1992 |
| C. F. Atlante          | México   | 1992-1993 |
| Toros Neza             | México   | 1993-1994 |
| Acapulco C. F.         | México   | 1994-1995 |
| C. F. Atlante          | México   | 1995-1996 |

## Palmarés

### Campeonatos nacionales
| Título        | Club          | País   | Año  |
| ------------- | ------------- | ------ | ---- |
| Liga mexicana | Pumas UNAM    | México | 1981 |
| Liga mexicana | C. F. Atlante | México | 1993 |

### Copas internacionales
| Título                           | Club       | País   | Año  |
| -------------------------------- | ---------- | ------ | ---- |
| Copa Interamericana              | Pumas UNAM | México | 1980 |
| Copa de Campeones de la Concacaf | Pumas UNAM | México | 1980 |
| Copa de Campeones de la Concacaf | Pumas UNAM | México | 1982 |
| Copa de Campeones de la Concacaf | Pumas UNAM | México | 1989 |

## Trayectoria política
Fue electo para ser alcalde de Coyoacán para el periodo 2018- 2021 por la alianza Por México al Frente, después de una controversial elección, ya que la Sala Regional Ciudad de México había determinado anular los comicios en la demarcación por el uso de  programas sociales y recursos públicos, así como hechos de violencia política contra María Rojo, candidata contrincante de Morena. La resolución la tuvo que llevar a cabo la Sala Superior del Tribunal Electoral del Poder Judicial de la Federación.
En febrero de 2021 solicitó licencia al Congreso de la Ciudad de México para poder registrarse como candidato a la gubernatura de Guerrero, por el Partido Fuerza por México.